# Die fünf Söhne

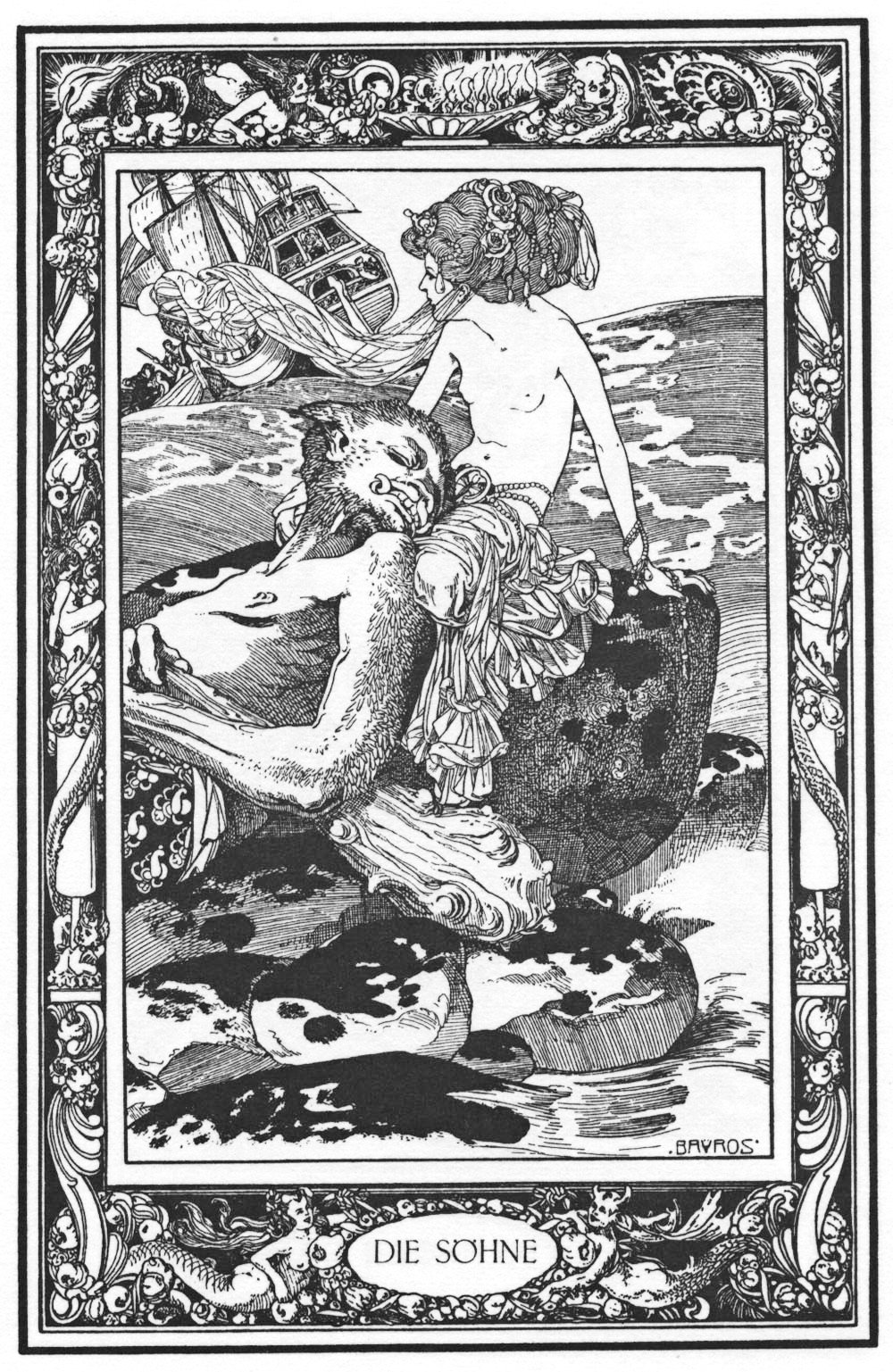
Illustration von Franz von Bayros, 1909

Die fünf Söhne (neapolitanisches Original: Li cinco figlie) ist ein Märchen (AaTh 653). Es steht in Giambattista Basiles Sammlung Pentameron als siebte Erzählung des fünften Tages (V,7).

## Inhalt
Der alte Pacione schickt seine fünf faulen Söhne fort, um nach einem Jahr zu hören, was sie gelernt haben. Der erste, Luccio, hat Stehlen gelernt, das bekümmert den Vater, der zweite Schiffe bauen, der dritte, Renzone, Armbrust schießen, der vierte, Jacuoco, Tote erwecken, da wittert der Alte Profit. Der Jüngste, Menecuccio, hat die Vogelsprache gelernt und steht schon vor der Unterhaltung vom Esstisch auf, um einem Spatz zu lauschen. Er erfährt, dass der König von Sardinien dem seine Tochter verspricht, der sie von einem Felsen holt, wohin ein Orco sie geraubt hat. Tittillo baut ein Schiff, und sie klauen Prinzessin Cianna neben dem schlafenden Orco weg. Der verfolgt sie in einer schwarzen Wolke, Renzone schießt ihn ab, aber die Prinzessin ist vor Schreck tot umgefallen. Der Vater lamentiert, doch Jacuoco erinnert ihn an seine Kunst, findet das Lebenskraut und erweckt sie. Der König lässt sich ihre Taten erzählen und gibt die Tochter Pacione, der seine Söhne lernen ließ, und sie kriegen Geld.

## Bemerkungen
Zu den Fähigkeiten vgl. bei Basile I,5 Der Floh, III,8 Der Dummling. Rudolf Schenda bemerkt, wie sich die Geschichte einerseits aus dem Generationenkonflikt mit alt gewordenem Vater und andererseits dem verbreiteten Märchenmotiv der Befreiung der Prinzessin ergibt. Er nennt als Vorläufer Straparolas Tre fratelli poveri (Piacevoli notti, VII,5), das wiederum auf Morlinis De fratribus (Novellae, num. 80) zurückgeht. Clemens Brentano bearbeitete das Märchen als Das Märchen von dem Schulmeister Klopfstock und seinen fünf Söhnen in Italienische Märchen. Vgl. Grimms Märchen Nr. 129 Die vier kunstreichen Brüder. Walter Scherf vergleicht Straparolas Drei arme Brüder gehen in die Welt und werden sehr reich und Johann Georg von Hahns Von den drei um die Braut streitenden Brüdern in Griechische und albanesische Märchen, 1864.